# Żukówka (województwo mazowieckie)
Żukówka – wieś w Polsce, położona w województwie mazowieckim, w powiecie warszawskim zachodnim, w gminie Błonie. Ma status sołectwa.
| SIMC    | Nazwa | Rodzaj    |
| ------- | ----- | --------- |
| 0000477 | Górna | część wsi |

W latach 1975–1998 miejscowość administracyjnie należała do województwa warszawskiego.